# 八橋大沼町
八橋大沼町（やばせおおぬまちょう）は秋田県秋田市にある町。郵便番号は010-0963。住居表示実施済み。

## 地理
秋田市の中央部、八橋地域の中では北部に位置する。地区中央に秋田市立八橋小学校が所在し、その他はほぼ全域が住宅地である。北は八橋大畑二丁目、東は八橋大畑一丁目・八橋鯲沼町、南は八橋田五郎一丁目・二丁目、西は八橋イサノ一丁目に接する。

## 歴史

### 沿革
- 1982年（昭和57年）5月1日 - 住居表示実施に伴い、八橋大沼町が成立する。

### 町名の変遷
以下はすべて住居表示実施に伴う変更。
| 実施後     | 実施年月日     | 実施前（各字名ともその一部）     |
| ---------- | -------------- | -------------------------------- |
| 八橋大沼町 | 昭和57年5月1日 | 泉字大畑 いずみ あざおおはた     |
| 八橋大沼町 | 昭和57年5月1日 | 泉字鯲沼 いずみ あざどじょうぬま |
| 八橋大沼町 | 昭和57年5月1日 | 八橋字イサノ やばせ あざいさの   |
| 八橋大沼町 | 昭和57年5月1日 | 八橋字田五郎 やばせ あざたごろう |

## 世帯数と人口
2020年(令和2年)10月1日現在の世帯数と人口は以下の通りである
| 町丁       | 世帯数  | 人口  |
| ---------- | ------- | ----- |
| 八橋大沼町 | 333世帯 | 699人 |

## 交通

### 鉄道
地区内に鉄道は通っていない。最寄り駅は泉菅野二丁目にあるJR東日本奥羽本線泉外旭川駅。

### バス
地区内にバス停はない。最寄りバス停は秋田中央交通のイサノ一丁目、八橋田五郎、八橋大畑。

## 施設

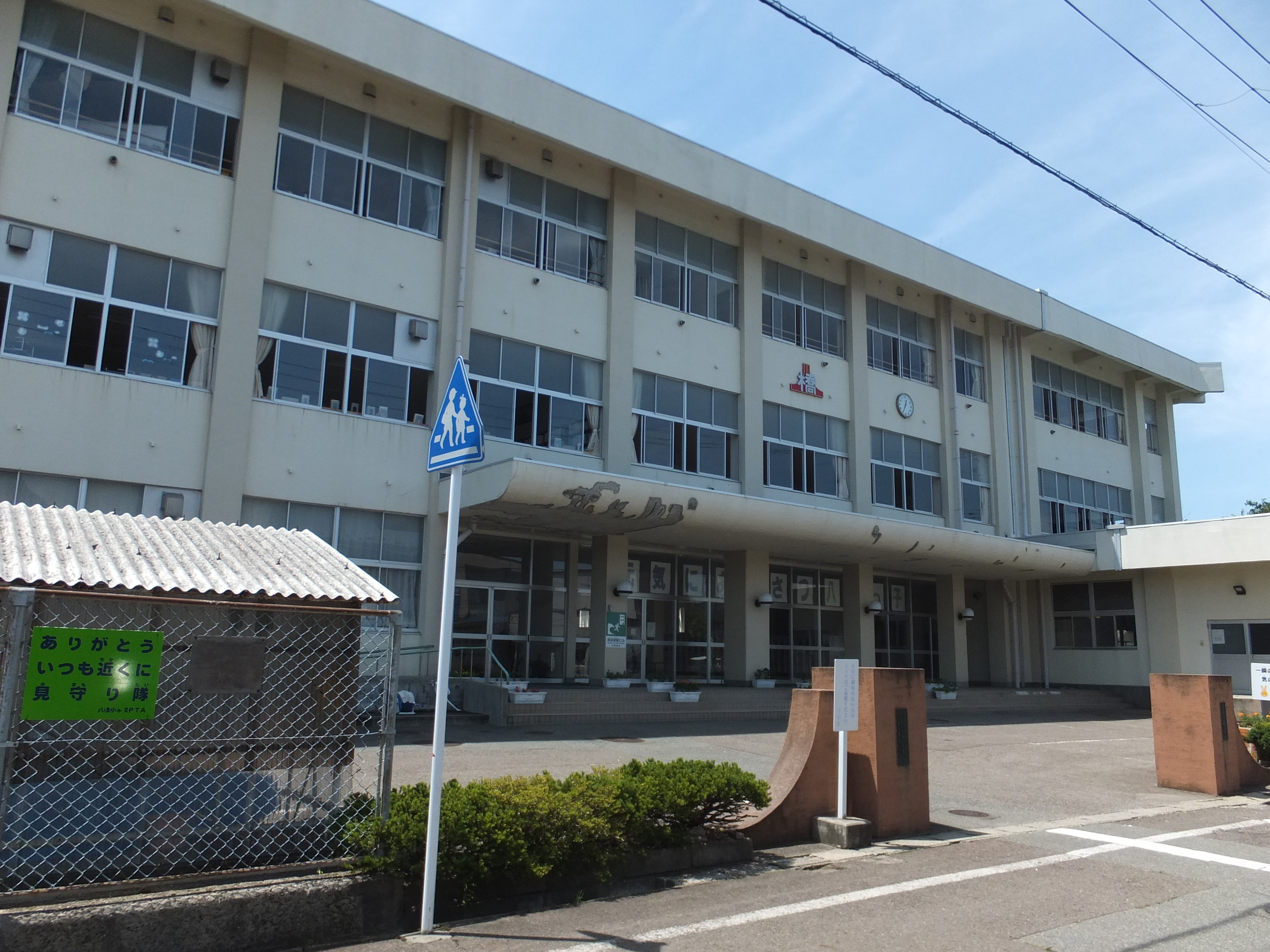
秋田市立八橋小学校
- 八橋児童館

- 秋田市立八橋小学校